# Oncorhynchus mykiss
La trucha arcoíris (Oncorhynchus mykiss) es un pez eurihalino de agua dulce y de mar de la familia de los salmónidos, distribuido de forma nativa por el norte del océano Pacífico, desde Japón pasando por el mar de Bering hasta la península de Baja California en México, aunque de forma artificial ha sido introducida por el hombre en muchos lugares. Está incluida en la lista 100 de las especies exóticas invasoras más dañinas del mundo de la Unión Internacional para la Conservación de la Naturaleza.

## Etimología
El nombre del género Oncorhynchus deriva de las palabras griegas ὄγκος /ónkos/, que significa "gancho" o "púa", y ῥύγχος /rhúnkhos/, que significa "nariz" u "hocico". Hace referencia a las características mandíbulas ganchudas que adquieren los machos de muchas especies de salmón en la época de apareamiento. El epíteto específico mykiss deriva de la palabra mykisk del danés antiguo, que se utilizaba para referirse a un tipo de trucha.

## Anatomía

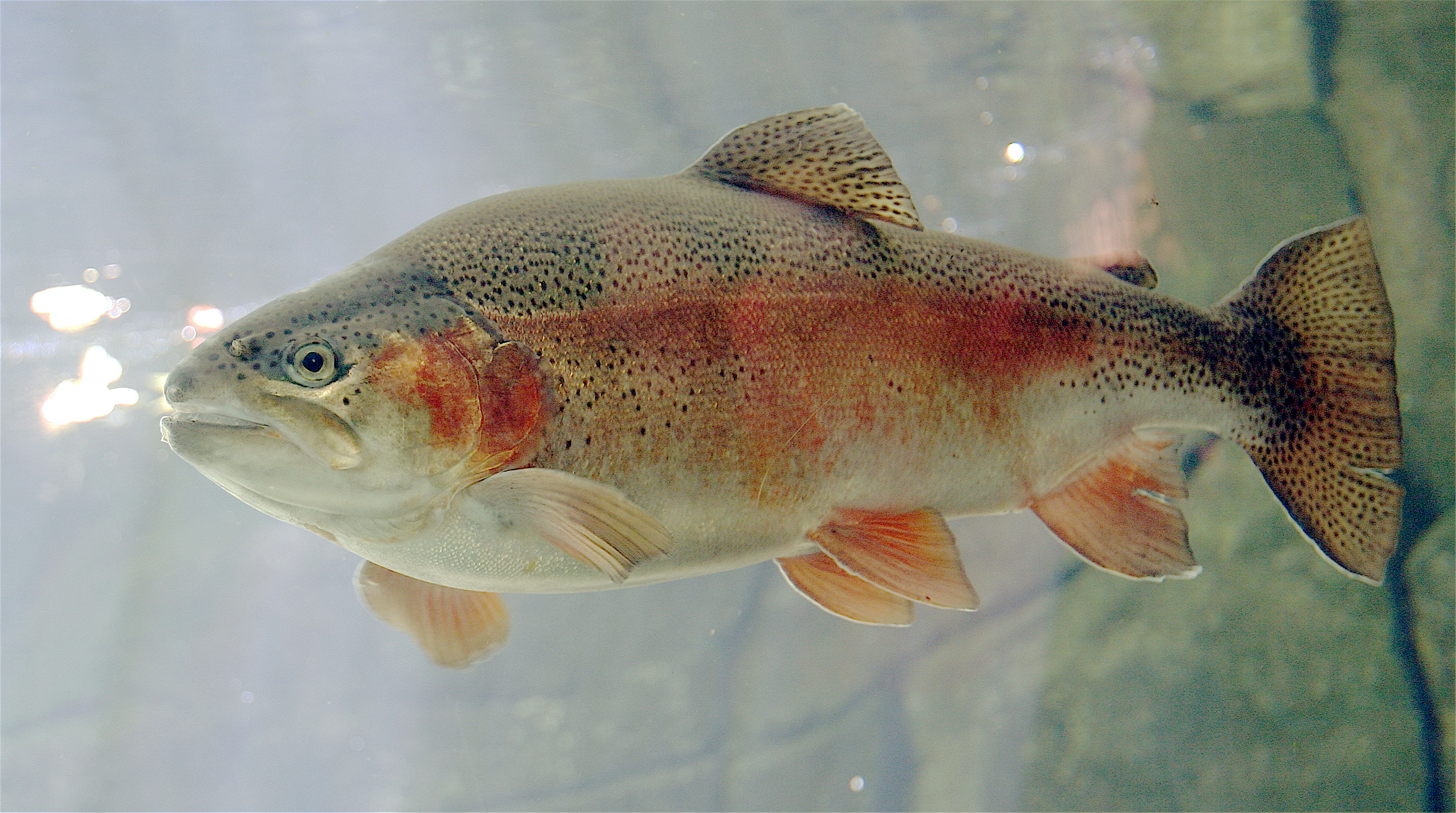
Ejemplar de gran edad en el zoo de Oregón

La longitud máxima registrada fue de un ejemplar de 120 cm, aunque lo normal es una longitud de 60 cm. Tiene de tres a cuatro espinas en la aleta dorsal. Los machos reproductores no presentan cambios en la morfología de la cabeza ni resto del cuerpo tan llamativos como los de otras especies del mismo género; variando mucho la coloración de la piel con el hábitat y el tamaño; los que residen en ríos de forma permanente son más oscuros, similares a los anádromos en edad reproductiva, mientras que los que residen en lagos son de coloración más clara.

## Hábitat y biología

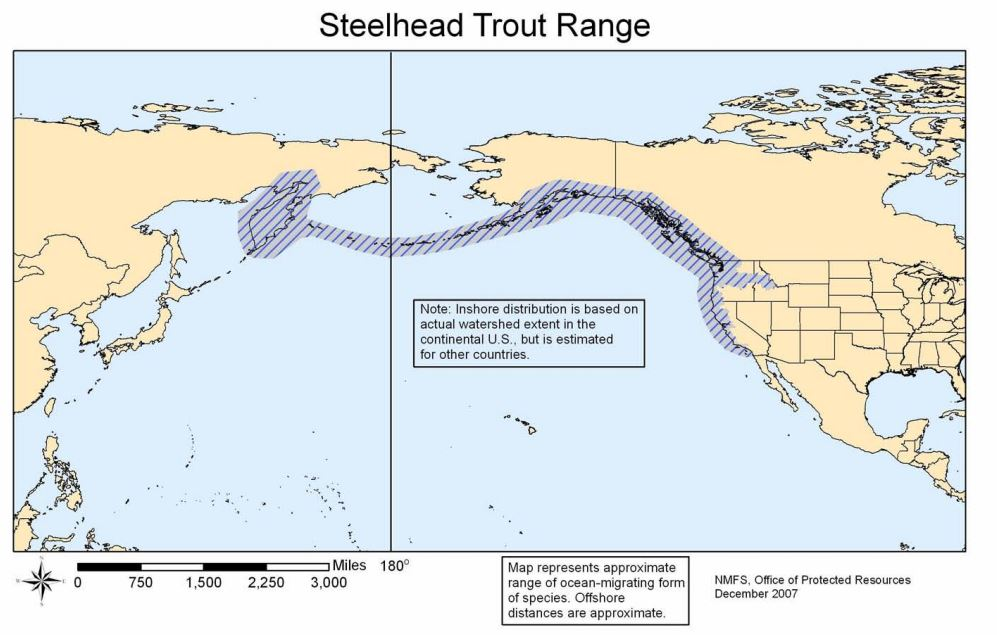
Rango de distribución nativo de la trucha arcoíris

Es un pez de aguas subtropicales a frías y anádromo, que vive en el mar cerca del fondo en un rango de profundidades entre 0 y 200 m, remontando los ríos para desovar.
Los alevines más pequeños son bentopelágicos, mientras que los juveniles de más edad se vuelven totalmente pelágicos. El hábitat natural de la especie es el agua dulce de unos 12 °C en verano, posiblemente originaria de Kamchatka, no estando claro si la aparición de la anadromía es una adaptación genética o simplemente un comportamiento oportunista, lo que si parece claro es que cualquier población de esta especie es capaz de emigrar al mar en cualquier momento que lo necesiten, siendo capaces de adaptarse a todo tipo de aguas. Sobrevive mejor en lagos que en corrientes de ríos.
En cuanto a la dieta, los adultos son generalista, alimentándose de invertebrados y peces de escaso tamaño, mientras que los alevines se alimentan de zooplancton.
Los anádromos suelen vivir unos once años, remontando los ríos por primera vez a reproducirse en el tercer año de vida, por lo que suelen reproducirse unas ocho veces en la vida; los no anádromos suelen vivir un máximo de seis años, reproduciéndose por tanto tres veces en la vida.

## Importancia para el hombre
Es una especie muy pescada y criada en acuicultura con una importancia comercial grande, se vende fresco, congelado, ahumado, en salazón o enlatado, cocinándose en multitud de maneras, muy apreciado en gastronomía.
También es muy usado en pesca deportiva, puesto que la especie ha sido introducida en multitud de cursos de agua con este fin. De hecho, se le considera una especie invasora que está causando un problema ecológico en algunas de las zonas en las que se ha introducido.

## Introducción en otros países y carácter invasor

### España
Debido a su potencial invasor o la susceptibilidad de convertirse en una amenaza grave por competir con las especies silvestres autóctonas, alterar su pureza genética o los equilibrios ecológicos, en España esta especie ha sido incluida —por sentencia judicial del Tribunal Supremo— en el Catálogo Español de Especies Exóticas Invasoras, aprobado por Real Decreto 630/2013, de 2 de agosto, estando prohibida en España su introducción en el medio natural en todo el territorio nacional y en las zonas marinas jurisdiccionales, su posesión, transporte, tráfico y comercio.

### Localización en Sudamérica
Se ha introducido este pez en el Perú (1928), Chile, Ecuador, la Argentina y Colombia y se encuentra en la mayoría de los lagos y ríos de la Patagonia. En la Argentina, se lo introdujo en los valles Calchaquíes hacia mediados de la década de los 70, pero estudios científicos señalan que su introducción está dañando especies endémicas del lugar, como los bentos, la Corydoras gladysae y la Jenynsia maculata.
Esta especie fue introducida a principios del siglo XX en varios países, entre ellos Argentina, donde se introdujeron por primera vez en 1904, en la patagonia, nueve especies de salmónidos, entre ellos la trucha arco iris, "Oncorhynchus mykiss". El río Santa Cruz en el sur de la Patagonia es el único río en el mundo donde se sabe que una población autosostenida de trucha arcoíris introducida ha desarrollado un recorrido anádroma. En  los  años sucesivos, las introducciones de truchas arco iris en nuestro país mermaron considerablemente, quedando registrada para Jujuy, Salta, Tucumán, Catamarca,  La  Rioja,  San  Juan,  Mendoza,  San  Luis, Córdoba, La Pampa, Buenos Aires y toda la Patagonia. Entre  las  provincias  del  NOA,  Catamarca  y  La  Rioja registran la más baja diversidad de peces (34  y  14  especies  citadas  respectivamente)  lo  que evidencia aún más la amenaza de introducir una especie exótica invasora. Además, esto se ve agravado por el elevado endemismo (5 especies y 3 especies, respectivamente) en varios arroyos de la Puna Argentina.  Desafortunadamente,  aquellos  ambientes  coinciden  con  las  preferencias  de  hábitat de la trucha arco iris, posible causante de  la  reducción  o  extinción  de  poblaciones  locales de peces e incluso anfibios. 
Esta especie es conocida por su capacidad depredadora, afectando directamente a peces autóctonos y otros organismos acuáticos.Asimismo, se ha reportado que puede transmitir enfermedades y parásitos a las poblaciones locales, exacerbando el riesgo para los ecosistemas afectados. 
A pesar de estas acciones, el control de la trucha arcoíris sigue siendo un desafío, ya que su capacidad para adaptarse y reproducirse en diversos cuerpos de agua dificulta su erradicación.

## Subespecies
Aunque se producen numerosos cambios en las subespecies, podríamos considerar válidas las siguientes:
- Oncorhynchus mykiss aquilarum
- Oncorhynchus mykiss gairdneri (Richardson, 1836)
- Oncorhynchus mykiss gilberti (Jordan, 1894)
- Oncorhynchus mykiss irideus (Gibbons, 1955)
- Oncorhynchus mykiss kamloops
- Oncorhynchus mykiss mykiss (Walbaum, 1792)
- Oncorhynchus mykiss nelsoni (Evermann, 1908)
- Oncorhynchus mykiss stonei (Jordan, 1894)
- Oncorhynchus mykiss whitei (Evermann, 1906)